# St.-Annen-Straße 17

Das Chirurgenhaus St.-Annen-Straße 17 um 1900

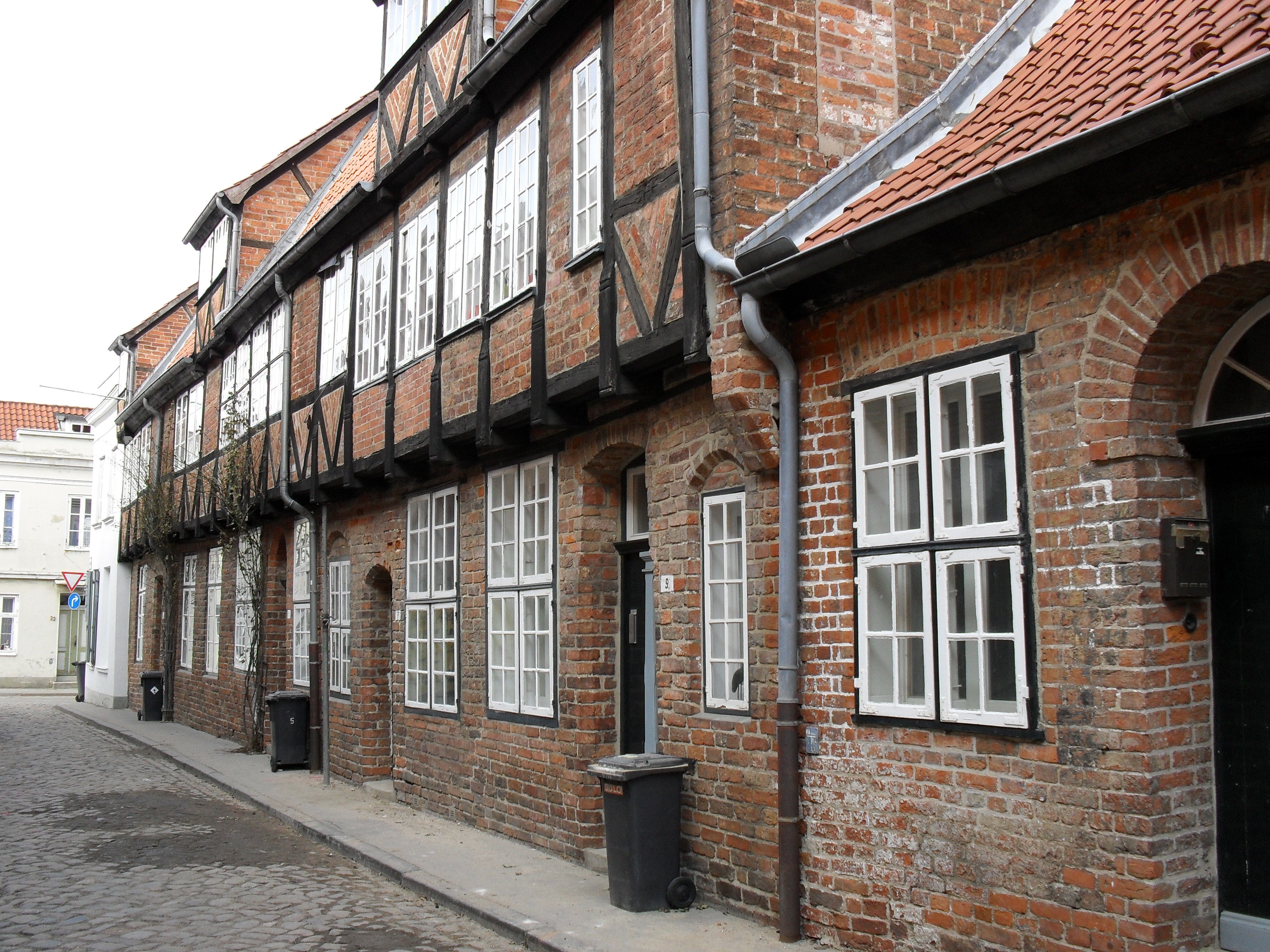
Die gotischen Traufenhäuser Düvekenstraße Nr. 1–3, 5, 7 und 9

Das Hausgrundstück St.-Annen-Straße 17 in Lübeck ist ein eingetragenes Kulturdenkmal der Lübecker Altstadt.

## Geschichte
Das Eckgrundstück zur Düvekenstraße wird 1297 erstmals erwähnt. Im Jahr 1495 ist die Bebauung als ein Haus mit sieben Buden, die von Armen bewohnt wurden überliefert. Die gotischen Traufenhäuser in der Düvekenstraße 1–9 von 1491 befinden sich heute noch unter einem gemeinsamen Dach mit dem Gebäude. Seit 1504 ist das Grundstück Teil des St.-Annen-Klosters. Das Eckhaus wurde 1810 im klassizistischen Stil neu errichtet. Zu dieser Zeit wurde das Kloster als Lübecker Zucht- und Werkhaus genutzt. Das Haus wird Chirurgenhaus genannt, weil es bis 1874, also vor der späteren Umnutzung des Klosters als Museum dem Arzt des Lübecker Armenhauses als Wohnhaus diente. Seither wird das Haus durch das Museum für Kunst und Kulturgeschichte der Hansestadt Lübeck genutzt.